# 톨레도

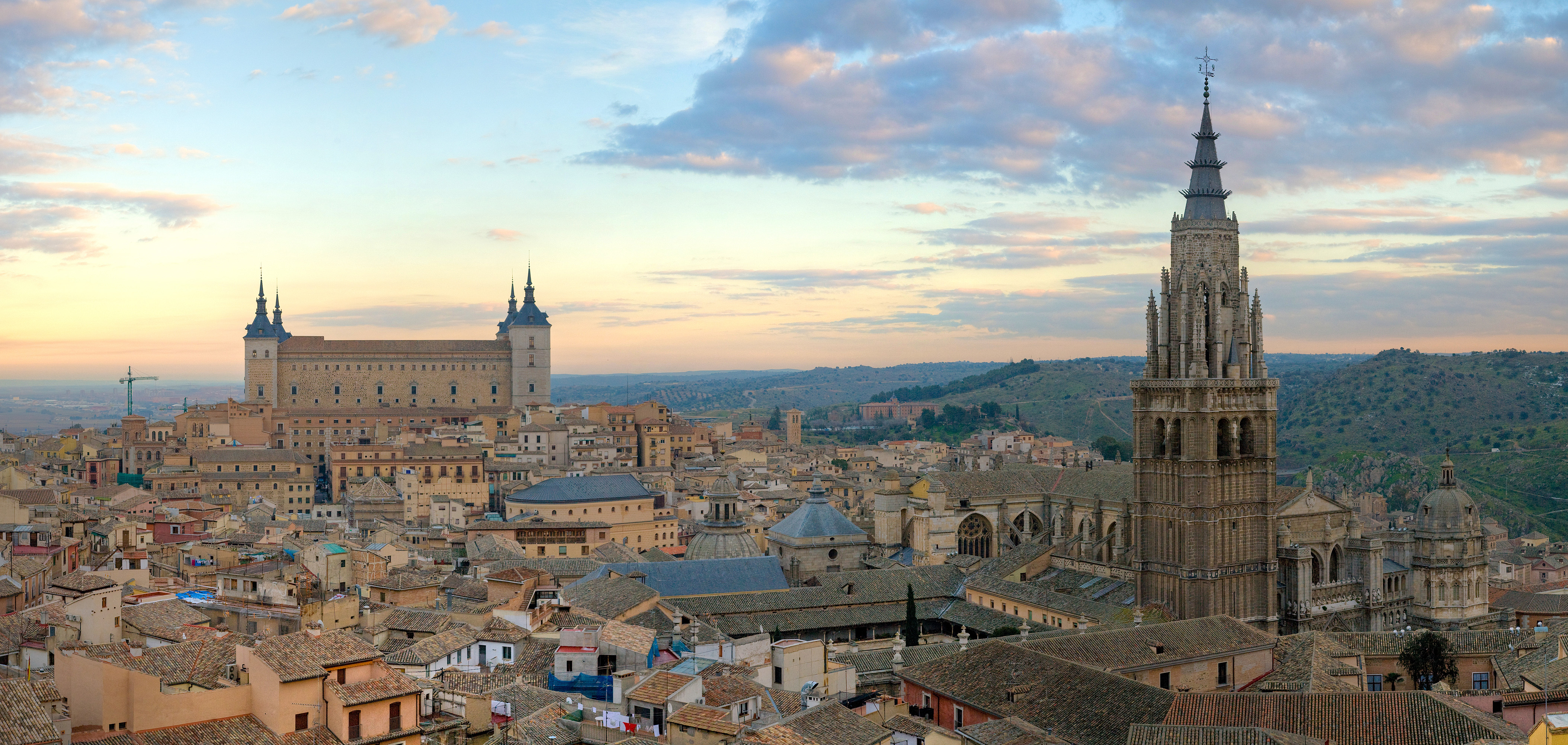
톨레도 시를 바라본 전경.

톨레도(스페인어: Toledo, 라틴어: Toletum)는 마드리드 남쪽으로 70km 떨어져 있는 스페인 중부의 도시이다. 톨레도도의 도시이며 카스티야라만차주(스페인어: Castilla-La Mancha)에 포함된다. 1986년 유네스코 세계문화유산으로 선언되었으며 단연 문화적인 스페인의 유적지이다. 기독교와 유대교, 이슬람교 유적이 공존하는 장소이며, 스페인의 옛 수도이기도 하다. 스페인 역사상 수많은 유명인을 비롯한 예술가들이 이곳에서 태어났거나 살았다. (2005년 기준 75,578명, 232.1 제곱킬로미터)
톨레도는 서고트왕국의 수도였으며 무어인들이 이베리아반도를 8세기에 정복한 이후 줄곧 수도의 역할을 하였다. 코르도바 칼리파(스페인어: Califato de Córdoba, 아랍어: خلافة قرطبة)의 지배 하에 톨레도는 황금 시대를 누렸다. 이 시기 동안 톨레도는 라 콘비벤시아(스페인어: La Convivencia)로 알려졌으며 세 종교의 공존처였다. 아랍인의 지배하에서는 طليطلة로 불렸다.
1085년 5월 25일, 카스티야의 알폰소 6세가 톨레도의 지배권을 장악하였으며 그가 계속해서 무어인들에게 톨레도를 제물로 바칠 것을 요구한 데 따른 것이었다. 이는 카스티야-레온 왕국의 통합을 향한 최초의 구체적인 발판이 되었다.
톨레도는 철제 생산과 특별히 검 제작으로 유명하다. 여전히 시 중심부에는 칼과 철제 생산품을 생산하고 있다. 펠리페 2세가 궁정을 톨레도에서 마드리드로 1561년 옮기면서 고도 톨레도는 이제껏 없었던 잠시 동안의 침체기를 겪는다.

## 문화와 예술
톨레도는 이슬람계의 칼리파 왕조 시대에 예술과 과학의 조화를 이룬 최정점의 아름다움을 달성한다. 아마도 가장 유명한 걸작은 "톨레도의 분수대"일 것이다. 역사가 하양고(P. de Gayangos)에 따르면 무슬림 과학자들은 이 시대에 어느 누구와도 비교될 수 없을 만큼 강성했으며 그 위업 중 최고가 톨레도의 분수이다.
고도 톨레도는 타구스강의 협곡과 함께 세 면이 둘려싸여 있으며 많은 역사적인 장소들을 간직하고 있다. 스페인의 수석 대주교인 대성당 알카사르(Alcázar), 중앙 시장 격에 해당하는 소코도베르(Zocodover) 등이 해당된다.
5세기부터 16세기까지 30여 개의 종교회의가 톨레도에서 있었다. 가장 초기의 것은 스페인의 주교였던 프리실리안을 공박하기 위해서 400년에 있었다. 589년에 있었던 종교회의에서는 서고트 왕국의 왕 렉카레드 1세(King Reccared)가 아리우스파에서 개종을 선언하기도 하였다. 633년도의 회의에서는 비스고딕 왕국 전역의 기도회 양식에 대한 통합을 논하였으며 타락한 유태인들에 대한 강력 조치를 취하기도 하였다. 681년도에는 톨레도의 대주교가 스페인의 수위로 선언된다.
톨레도 대성당은 1226년에서 1493년 사이에 지어졌으며 로마의 부르주 대성당을 모델로 삼아 지어졌다. 대성당은 무데하르의 건축 특질도 반영하였다.

## 기후
| 톨레도의 기후                                                  | 톨레도의 기후 | 톨레도의 기후 | 톨레도의 기후 | 톨레도의 기후 | 톨레도의 기후 | 톨레도의 기후 | 톨레도의 기후 | 톨레도의 기후 | 톨레도의 기후 | 톨레도의 기후 | 톨레도의 기후 | 톨레도의 기후 | 톨레도의 기후 |
| 월                                                             | 1월           | 2월           | 3월           | 4월           | 5월           | 6월           | 7월           | 8월           | 9월           | 10월          | 11월          | 12월          | 연간          |
| -------------------------------------------------------------- | ------------- | ------------- | ------------- | ------------- | ------------- | ------------- | ------------- | ------------- | ------------- | ------------- | ------------- | ------------- | ------------- |
| 역대 최고 기온 °C (°F)                                         | 22.0 (71.6)   | 23.8 (74.8)   | 29.0 (84.2)   | 34.5 (94.1)   | 37.7 (99.9)   | 42.0 (107.6)  | 42.9 (109.2)  | 44.2 (111.6)  | 41.3 (106.3)  | 34.1 (93.4)   | 25.6 (78.1)   | 22.2 (72.0)   | 44.2 (111.6)  |
| 일평균 최고 기온 °C (°F)                                       | 11.9 (53.4)   | 14.3 (57.7)   | 18.1 (64.6)   | 20.5 (68.9)   | 25.2 (77.4)   | 31.1 (88.0)   | 35.1 (95.2)   | 34.5 (94.1)   | 29.1 (84.4)   | 22.6 (72.7)   | 15.8 (60.4)   | 12.0 (53.6)   | 22.5 (72.5)   |
| 일일 평균 기온 °C (°F)                                         | 6.8 (44.2)    | 8.4 (47.1)    | 11.7 (53.1)   | 14.1 (57.4)   | 18.4 (65.1)   | 23.7 (74.7)   | 27.2 (81.0)   | 26.8 (80.2)   | 22.1 (71.8)   | 16.6 (61.9)   | 10.7 (51.3)   | 7.3 (45.1)    | 16.2 (61.1)   |
| 일평균 최저 기온 °C (°F)                                       | 1.7 (35.1)    | 2.6 (36.7)    | 5.2 (41.4)    | 7.7 (45.9)    | 11.6 (52.9)   | 16.3 (61.3)   | 19.3 (66.7)   | 19.1 (66.4)   | 15.0 (59.0)   | 10.5 (50.9)   | 5.5 (41.9)    | 2.5 (36.5)    | 9.8 (49.6)    |
| 역대 최저 기온 °C (°F)                                         | −13.4 (7.9)   | −9.0 (15.8)   | −5.8 (21.6)   | −2.6 (27.3)   | −0.3 (31.5)   | 4.3 (39.7)    | 10.0 (50.0)   | 10.0 (50.0)   | 5.4 (41.7)    | 0.0 (32.0)    | −5.6 (21.9)   | −8.0 (17.6)   | −13.4 (7.9)   |
| 평균 강수량 mm (인치)                                          | 25.3 (1.00)   | 24.6 (0.97)   | 33.0 (1.30)   | 39.5 (1.56)   | 38.9 (1.53)   | 18.7 (0.74)   | 5.7 (0.22)    | 8.6 (0.34)    | 20.7 (0.81)   | 48.7 (1.92)   | 37.7 (1.48)   | 35.9 (1.41)   | 337.3 (13.28) |
| 평균 강수일수 (≥ 1 mm)                                         | 4.8           | 4.6           | 5.1           | 6.1           | 5.8           | 2.7           | 1.0           | 1.5           | 3.0           | 6.5           | 5.8           | 5.9           | 52.8          |
| 평균 상대 습도 (%)                                             | 75            | 67            | 59            | 56            | 51            | 41            | 34            | 37            | 48            | 63            | 73            | 77            | 57            |
| 평균 월간 일조시간                                             | 152           | 184           | 229           | 261           | 298           | 351           | 391           | 360           | 273           | 217           | 162           | 136           | 3,014         |
| 가능 일조율                                                    | 51            | 61            | 62            | 65            | 67            | 78            | 86            | 85            | 73            | 63            | 54            | 46            | 66            |
| 출처: 스페인 기상청 (평년값: 1991년~2020년, 극값: 1982년~현재) |               |               |               |               |               |               |               |               |               |               |               |               |               |

## 자매도시
- 튀르키예 코냐
- 독일 아헨(노르트라인베스트팔렌주)
- 일본 나라(나라현)
- 쿠바 아바나
- 이스라엘 예루살렘
- 미국 털리도(오하이오주)

## 같이 보기
- 스페인
- 마드리드
- 이베리아반도